# 今日看世界
今日看世界（英语：Global Updates），是凤凰卫视的一档周播评论类节目，主持人是卢琛。节目集中报道国际事件，近距离检视制订政策的进程，全方位追踪新闻的来龙去脉，专访决策高层的独到看法，节目的自身定位是“华人地区的《60分钟时事杂志》”。本节目也是凤凰冲击播时段节目之一。

## 冠名
- 2013年6月起，节目改由东风雪铁龙冠名，被稱為《东风雪铁龙特约之今日看世界》；节目此前由天士力和欧派家居集团冠名。
- 2018年10月至2019年，节目由大中华国际集团冠名。
- 2021年开始，节目由海天蚝油赞助。

## 播出时间[2]
与中文台大部分节目不同的是，该节目仅安排在中文台播出，不安排在欧洲台、美洲台及澳洲版播出。
- 首播：香港时间周五20:30-21:00
- 重播：香港时间周六03:00-03:30、16:00-16:30

## 节目内容
节目以一个专题的形式报道近期发生的国际新闻事件，并由主持人进行评论。通常节目的录制地点为北京凤凰中心演播室（此前为香港演播室），但有时也会在国外拍摄，例如《2014春节特辑——走进韩国美食》和《千年佛国缅甸》等。